# Coco Laboy
Jose Alberto Laboy, dit Coco Laboy (né le 3 juillet 1939 à Ponce, Porto Rico) est un ancien joueur portoricain de baseball. Il a joué dans les Ligues majeures de 1969 à 1973 à la position de troisième but et a fait partie de la formation originale des Expos de Montréal.

## Carrière
Coco Laboy fait ses débuts dans le baseball majeur à l'âge de 29 ans avec les Expos de Montréal. Lors de la première partie de l'histoire de l'équipe le 8 avril 1969 au Shea Stadium de New York, il frappe un circuit de trois points dans une victoire de 11-10 des Expos sur les Mets.
Avec 18 circuits et 83 points produits (le plus haut total de l'équipe) à sa première saison, il termine deuxième derrière Ted Sizemore des Dodgers au scrutin de la recrue de l'année dans la Ligue nationale de baseball.
En 1970, il ne frappe que 5 circuits et produit 53 points, tout en voyant sa moyenne au bâton chuter de ,258 l'année précédente à ,199. À partir de 1971, et pour ses trois dernières saisons à Montréal, il ne sera utilisé que sporadiquement. 
Coco Laboy s'est retiré après la saison 1973. Il a joué 420 parties dans les majeures, frappant 291 coups sûrs dont 28 circuits. Il a marqué 108 points, en a produit 166 et affiché une moyenne au bâton de,233.
Il est le cousin de Pepe Mangual et Angel Mangual, deux autres anciens joueurs portoricains des Ligues majeures de baseball.